# Osman Duraliev
Osman Duraliev (Осман Дуралиев ; 15. ledna 1939 Razgrad, Bulharsko – 25. dubna 2011) byl bulharský zápasník, volnostylař. Získal dvě stříbrné olympijské medaile - v roce 1968 na olympijských hrách v Mexiku v kategorii nad 97 kg a v roce 1972 na hrách v Mnichově v kategorii nad 100 kg. Čtyřikrát vybojoval stříbro na mistrovství světa a čtyřikrát na mistrovství Evropy.
Zemřel v roce 2011 ve věku dvaasedmdesáti let.